# Fâneața de la Glodeni
Fâneața de la Glodeni este o arie protejată de interes național ce corespunde categoriei a IV-a IUCN (rezervație naturală de tip floristic), situată în județul Vaslui, pe teritoriul administrativ al orașului Negrești.

## Localizare
Aria naturală cu o suprafață de 6 hectare se află în partea nord-vestică a județului Vaslui, în teritoriul nord-estic al satului Glodeni, în apropierea drumului național DN15D - Negrești - Podeni.

## Descriere
Rezervația naturală a fost declarată arie protejată prin Legea nr.5 din 6 martie 2000 (privind aprobarea Planului de amenajare a teritoriului național - Secțiunea a III-a zone protejate) și reprezintă o fâneață în culmea culmea estică a dealului Glodeni. Rezervația naturală se suprapune sitului de importanță comunitară - Fânațurile de la Glodeni și adăpostește un habitat natural de tip Stepe ponto-sarmatice

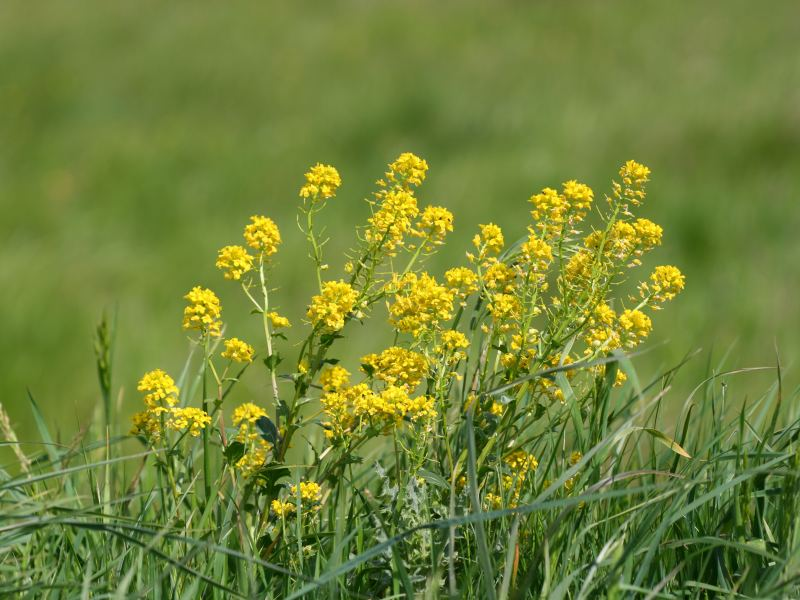
Cruşăţea (Barbarea vulgaris)

Pe suprafața teritorială a ariei naturale vegetează patru rarități floristice protejate prin Directiva Consiliului European 92/43/CE din 21 mai 1992 (privind conservarea habitatelor naturale și a speciilor de faună și floră sălbatică); astfel: sânziana de stepă moldavă (Galium moldavicum), târtanul (Crambe tatarica sau Crambe tataria), capul șarpelui (Echium russicum) și stânjenel de stepă (Iris aphylla ssp. hungarica).
Printre speciile de plante semnalate în arealul rezervației se mai află află: barba boierului (Ajuga laxmannii), sânziană (Asperula moldavica), rușcuță de primăvară (Adonis vernalis), clopoței (Campanula sibirica), garofiță (Dianthus capitatus), salvie de câmp (Salvia pratensis), negară (Stipa capillata), armirai sălbatic (Carduus hamulosus), crușățea (Barbarea vulgaris), trânjoaică (Ranunculus illyricus), sadină (Chrysopogon gryllus), golomăț (Dactylis glomerata) sau luntricică (Oxytropis campestris). 

## Galerie foto

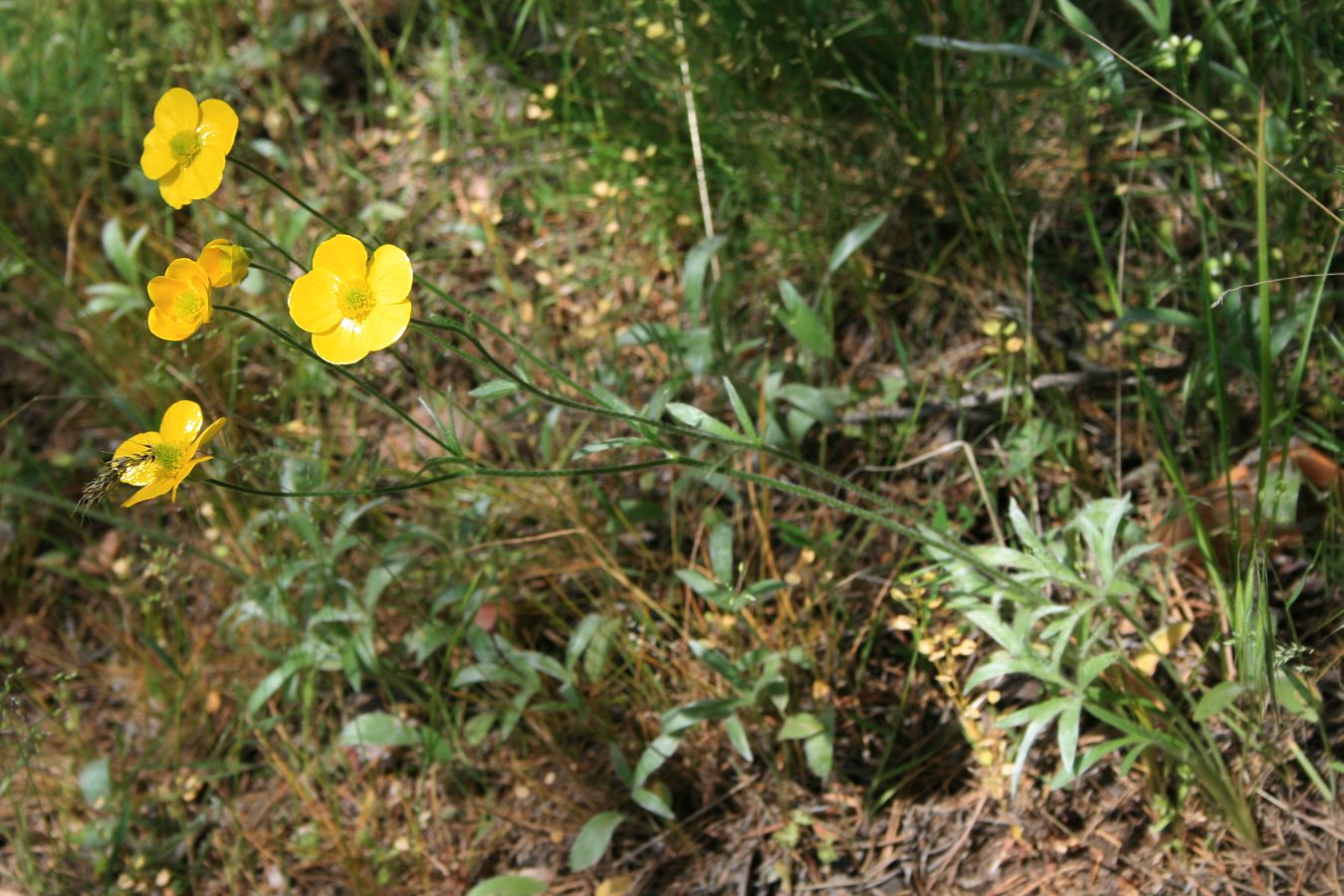
Trânjoaică
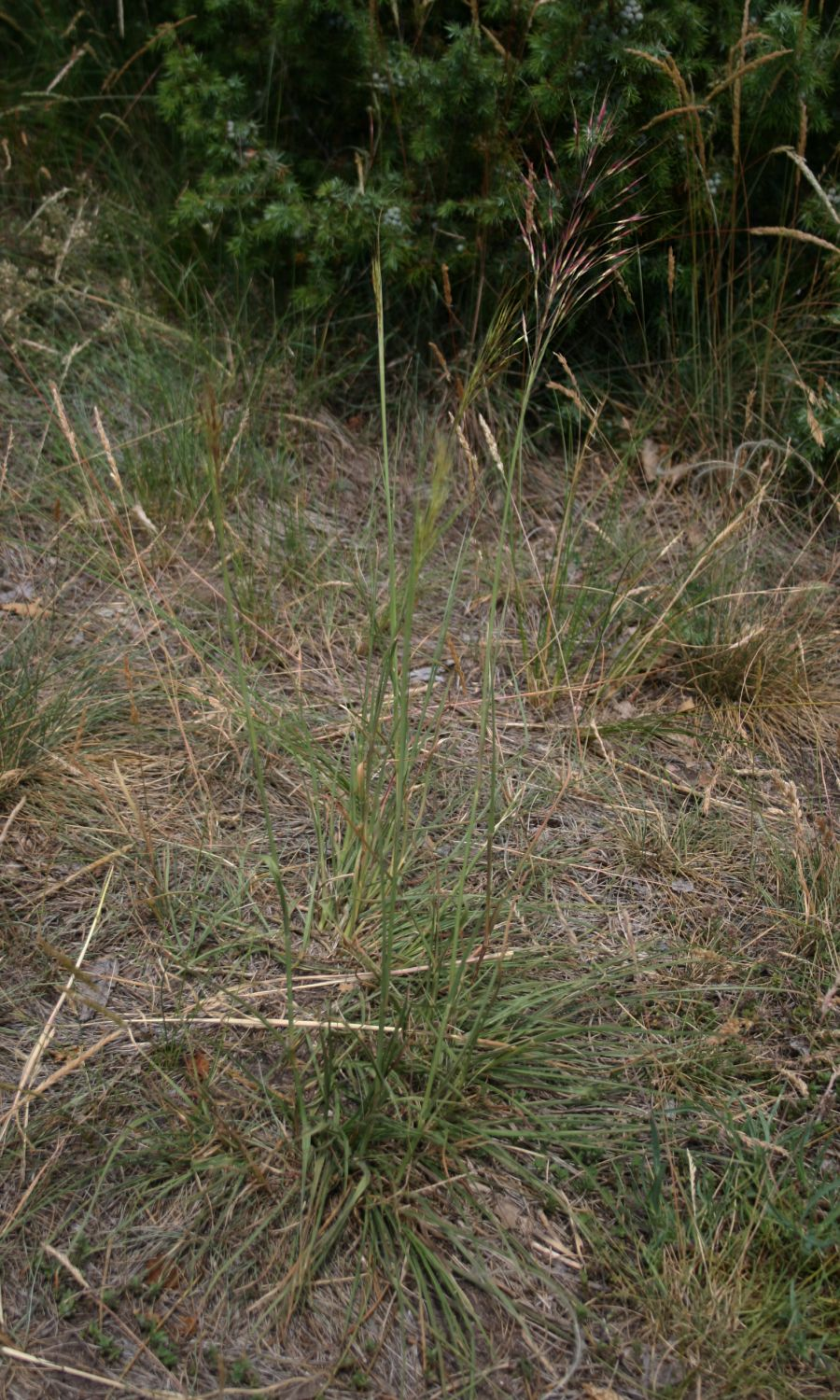
Sadină
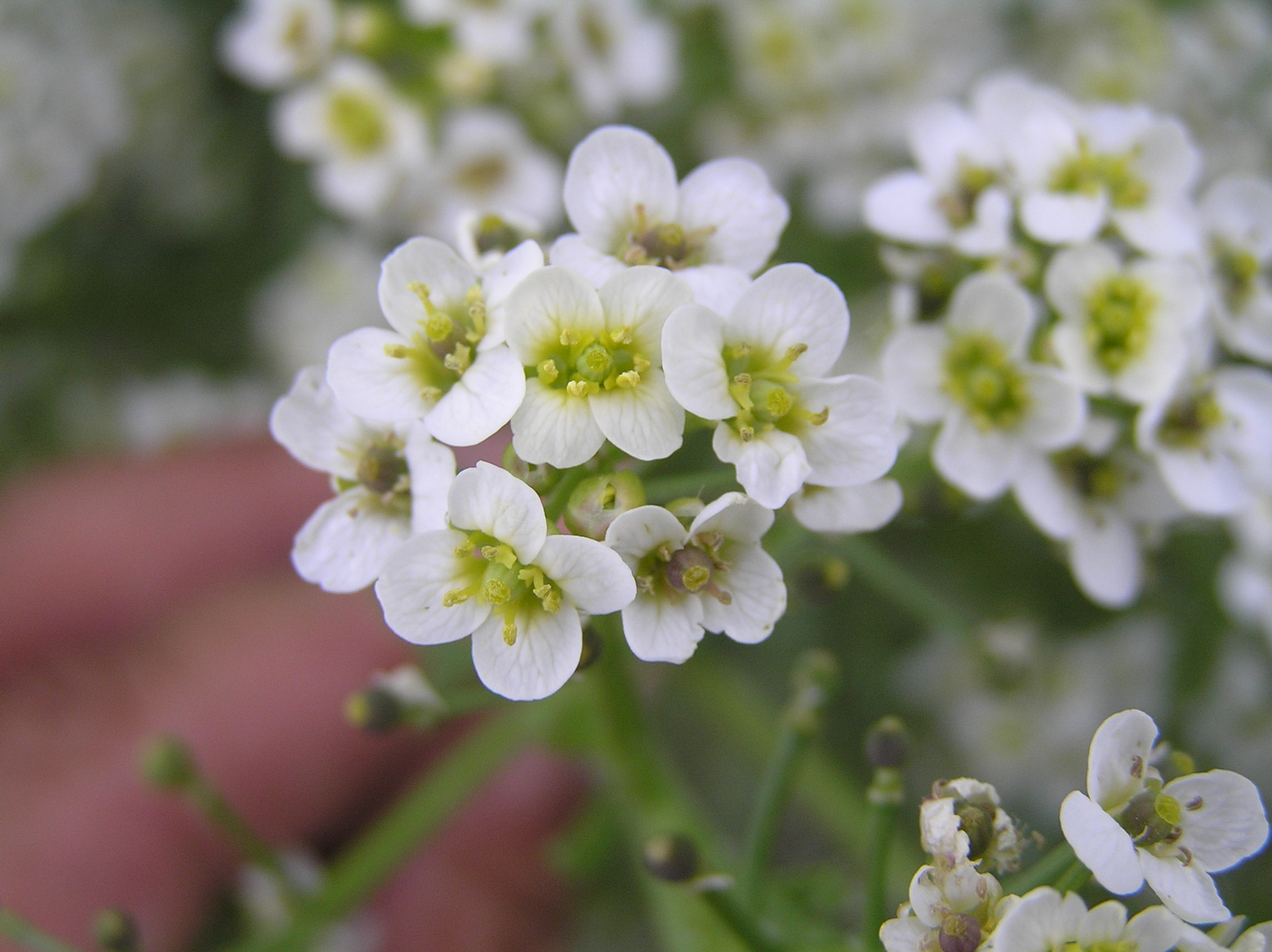
Târtan